# Военный комитет Европейского союза
Военный комитет Европейского Союза является высшим военным органом Европейского союза. В него входят начальники генеральных штабов или главнокомандующие вооруженными силами стран этой организации. Во главе комитета находится председатель в звании генерала армии, назначаемый Советом ЕС на три года.
Военный комитет Европейского союза подчиняется Верховному представителю Союза по иностранным делам и политике безопасности (с 1 декабря 2019 года этот пост занимает Жозеп Боррель) и в свою очередь управляет деятельностью Военного штаба ЕС.

## Основные функции
Главными задачами военного комитета являются: оценка военно-политической обстановки в различных регионах мира; участие в выработке направлений военного строительства ЕС и подходов к кризисному регулированию; подготовка предложений высшим политическим органам Евросоюза по практическому применению его военного потенциала. Кроме того, военный комитет отвечает за организацию взаимодействия с НАТО в военной области. Его заседания на уровне начальников генеральных штабов вооруженных сил государств ЕС проводятся не реже одного раза в шесть месяцев.

## Председатели Военного комитета

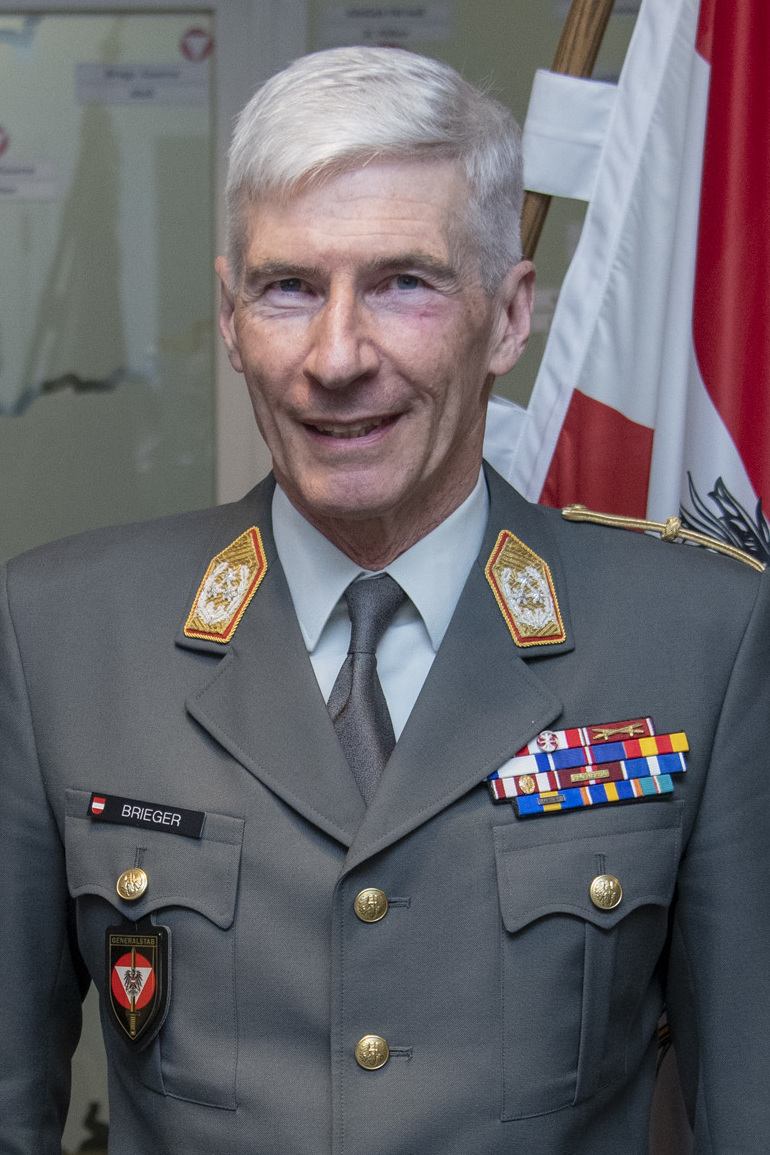
Австрийский генерал Роберт Бригер

| Председатели Военного комитета ЕС | Председатели Военного комитета ЕС | Председатели Военного комитета ЕС | Председатели Военного комитета ЕС |
| Имя                               | Страна                            | Начало полномочий                 | Конец полномочий                  |
| --------------------------------- | --------------------------------- | --------------------------------- | --------------------------------- |
| генерал Густав Эглунд             | Финляндия                         | 2001                              | 2004                              |
| генерал Роландо Моска Москини     | Италия                            | 2004                              | 2006                              |
| генерал Анри Бентежа              | Франция                           | 2006                              | 2009                              |
| генерал Хокон Сюрен               | Швеция                            | 2009                              | 2012                              |
| генерал Патрик де Русьер          | Франция                           | 2012                              | 2015                              |
| генерал Михаил Костаракос         | Греция                            | 2015                              | 2018                              |
| генерал Клаудио Грациано          | Италия                            | 2018                              | 2022                              |
| генерал Роберт Бригер             | Австрия                           | 2022                              |                                   |

## Внешние ссылки
- CSDP structure, instruments, and agencies, EEAS website
- Mai'a K. Davis Cross: "The Military Dimension of European Security: An Epistemic Community Approach." (2013) Millennium Journal of International Studies, 42(1): 45-64.